# Anisotacrus
Anisotacrus is een geslacht van insecten uit de orde vliesvleugeligen (Hymenoptera) en de familie Ichneumonidae.

## Soorten
- A. albinotatus Kasparyan, 2007
- A. bipunctatus (Gravenhorst, 1829)
- A. iyoensis (Uchida, 1953)
- A. konishii Kasparyan, 2007
- A. kurilensis Kasparyan, 2007
- A. popofensis (Ashmead, 1902)
- A. spatiosus (Davis, 1897)
- A. tenellus (Holmgren, 1857)
- A. truncatus (Davis, 1897)
- A. xanthostigma (Gravenhorst, 1829)